# Eamon Ryan
Eamon Ryan, né le 28 juillet 1963 à Dublin, est un homme politique irlandais, membre du Parti vert.

## Biographie
Eamon Ryan nait à Dublin et grandit dans le quartier de Dundrum, où il vit toujours en compagnie de sa famille. 
Il entre en politique en 1998 au conseil municipal de Dublin, où il occupe le siège précédemment détenu par John Gormley. 
En 1999, il arrive en tête des élections locales dans la circonscription de Rathmines.
Entre 1995 et 2002, il siège au comité consultatif du Dublin Transport Office.
Il est député pour la circonscription de Dublin South de 2002 à 2011 et pour celle de Dublin Bay South de 2016 à 2024.
De 2007 à 2011, est ministre des Communications, de l'Énergie et des Ressources naturelles,.
Le 27 mai 2011, il est élu chef du Parti vert.
Le 27 juin 2020, il est nommé ministre de l'Environnement, du Climat et des Communications tout en étant parallèlement chargé des Transports.
Le 18 juin 2024, à la suite des mauvais résultats de son parti aux élections locales et européennes, il annonce qu'il abandonne la direction du Parti vert. Il ne se représente pas aux élections législatives du 29 novembre suivant et quitte le gouvernement en janvier 2025.